# The Tin Star
The Tin Star is een Amerikaanse western uit 1957 onder regie van Anthony Mann.

## Verhaal
De premiejager Morg Hickman brengt een lijk naar de stad en hij wil uitbetaald worden. De inwoners halen hun neus op voor hem, maar de onervaren sheriff Owens gaat bij hem in de leer. Hij wil weten hoe hij moet omgaan met conflicten met burgers. Morg krijgt verkering met Nona Mayfield, een vrouw die een kind heeft van een indiaan. Daarom gaan de inwoners van de stad hem nog meer mijden. Dan blijkt dat enkele bandieten een postkoets hebben beroofd.

## Rolverdeling
| Acteur          | Personage         |
| --------------- | ----------------- |
| Henry Fonda     | Morg Hickman      |
| Anthony Perkins | Sheriff Owens     |
| Betsy Palmer    | Nona Mayfield     |
| Michel Ray      | Kip Mayfield      |
| Neville Brand   | Bart Bogardus     |
| John McIntire   | Dokter McCord     |
| Mary Webster    | Millie Parker     |
| Peter Baldwin   | Zeke McGaffey     |
| Richard Shannon | Buck Henderson    |
| Lee Van Cleef   | Ed McGaffey       |
| James Bell      | Rechter Thatcher  |
| Howard Petrie   | Burgemeester King |
| Russell Simpson | Clem Hall         |
| Hal K. Dawson   | Andy Miller       |
| Jack Kenny      | Sam Hodges        |